# Zimmern ob Rottweil
Pour les articles homonymes, voir Zimmern.
Zimmern ob Rottweil est une commune de Bade-Wurtemberg (Allemagne), située dans l'arrondissement de Rottweil, dans le district de Fribourg-en-Brisgau.